# Paul Merkel (Pädagoge)
Paul Merkel (* 20. Januar 1897 in Chemnitz; † 7. März 1978 in Hannover) war ein deutscher Pädagoge und 1946 der Gründungsrektor der Pädagogischen Hochschule Lüneburg. 
Merkel lernte Gärtnergehilfe, war beim Wandervogel aktiv und diente ab 1915 als Kriegsfreiwilliger im Ersten Weltkrieg. Danach arbeitete er wieder und wurde ab 1923 Gartenbaulehrer im Landerziehungsheim Gebesee bei Erfurt. Ab 1925 arbeitete er heilpädagogisch in den Erziehungsanstalten von Johannes Trüper in Jena, wo er auch nebenbei an der Universität pädagogische Vorlesungen hörte. Sein Chef war Otto Haase, der später im Niedersächsischen Kultusministerium für die Lehrerbildung zuständig wurde. Dieser berief ihn 1931 als Professor für Praktische Pädagogik an die Pädagogische Akademie Frankfurt (Oder). Nach deren Schließung ging er mit Haase an die PA Elbing, wo er wegen fehlender Examina durch den NS-Staat 1933 entlassen wurde, obwohl er noch in die NSDAP eingetreten war. 
Als Leiter der Deutschen Heimatschule in Jena, der ehemaligen Volkshochschule Thüringen, überstand er die Zeit bis 1946, als er von Kultusminister Adolf Grimme zum Dozenten und Professor für Praktische Pädagogik berufen wurde. Er hatte die Aufgabe, im Auftrag der britischen Militärregierung in Lüneburg eine Pädagogische Hochschule aufzubauen, und wurde deren erster Direktor. 1951 wurde er an die Pädagogische Hochschule Hannover als Professor für Schulpädagogik versetzt und betreute die dortigen Jenaplan-Gruppen nach dem Vorbild Peter Petersens. Wegen seiner fehlenden wissenschaftlichen Qualifikation stand er immer am Rand des Hochschulbetriebes.
Merkel hat so gut wie keine Schriften verfasst, sondern zeigte eine hohe Begabung in der praktischen Beratung der Lehrerstudierenden. Außerdem schaffte er die Organisation des Aufbaus der PH Lüneburg.

## Schriften
- Walter Horney, Paul Merkel, Friedrich Wolff u. a.: Handbuch für Lehrer, Bertelsmann, Gütersloh 1960